# 1. Division (Belgien) 2013/14
Die 1. Division 2013/14 (offiziell Jupiler Pro League) war die 111. Spielzeit der höchsten belgischen Spielklasse im Männerfußball. Sie begann am 26. Juli 2013 und endete im Mai 2014. Titelverteidiger war der RSC Anderlecht.

## Vereine
| Verein             | Stadt      | Stadion                        | Kapazität |
| ------------------ | ---------- | ------------------------------ | --------- |
| RSC Anderlecht     | Anderlecht | Constant-Vanden-Stock-Stadion  | 26.361    |
| KV Ostende         | Ostende    | Albertparkstadion              | 08.125    |
| Cercle Brügge      | Brügge     | Jan-Breydel-Stadion            | 29.945    |
| FC Brügge          | Brügge     | Jan-Breydel-Stadion            | 29.945    |
| Sporting Charleroi | Charleroi  | Stade du Pays de Charleroi     | 24.891    |
| KRC Genk           | Genk       | Cristal Arena                  | 24.956    |
| KAA Gent           | Gent       | Ghelamco Arena                 | 19.999    |
| KV Kortrijk        | Kortrijk   | Guldensporenstadion            | 09.399    |
| Lierse SK          | Lier       | Herman Vanderpoortenstadion    | 14.538    |
| Sporting Lokeren   | Lokeren    | Daknamstadion                  | 09.560    |
| Oud-Heverlee Löwen | Löwen      | Stadion Den Dreef              | 09.016    |
| Standard Lüttich   | Lüttich    | Maurice-Dufrasne-Stadion       | 30.023    |
| KV Mechelen        | Mechelen   | Argosstadion Achter De Kazerne | 14.145    |
| RAEC Mons          | Mons       | Stade Charles Tondreau         | 12.662    |
| Waasland-Beveren   | Beveren    | Freethiel                      | 13.290    |
| SV Zulte Waregem   | Waregem    | Regenboogstadion               | 08.500    |

## Reguläre Saison
Die 16 Vereine spielten zunächst in einer Doppelrunde die reguläre Saison aus. Die Abschlusstabelle diente als Grundlage für die Qualifikation zu verschiedenen Platzierungsrunden.
Die sechs bestplatzierten Vereine erreichten die Meisterschaftsrunde, die Teams auf den Plätzen sieben bis vierzehn spielten um einen möglichen internationalen Startplatz. Die beiden letztplatzierten Mannschaften spielten in der Relegation. Zu bemerken ist, dass in der Meisterschaftsrunde die Hälfte der erreichten Punktzahl aus den 30 Spielen der Vorrunde übertragen wird, sodass die weiteren Begegnungen je nach Tabellensituation teilweise nur geringfügige Änderungen hervorrufen können.

### Tabelle
| Pl.             | Verein             | Sp. | S  | U  | N  | Tore    | Diff. | Punkte |
| --------------- | ------------------ | --- | -- | -- | -- | ------- | ----- | ------ |
| 1.              | Standard Lüttich   | 30  | 20 | 7  | 3  | 059:170 | +42   | 67     |
| 2.              | FC Brügge          | 30  | 19 | 6  | 5  | 054:280 | +26   | 63     |
| 3.              | RSC Anderlecht (M) | 30  | 18 | 3  | 9  | 061:310 | +30   | 57     |
| 4.              | SV Zulte Waregem   | 30  | 14 | 11 | 5  | 051:380 | +13   | 53     |
| 5.              | Sporting Lokeren   | 30  | 15 | 6  | 9  | 048:310 | +17   | 51     |
| 6.              | KRC Genk (P)       | 30  | 14 | 3  | 13 | 042:390 | +3    | 45     |
| 7.              | KAA Gent           | 30  | 12 | 8  | 10 | 039:370 | +2    | 44     |
| 8.              | KV Kortrijk        | 30  | 10 | 9  | 11 | 042:440 | −2    | 39     |
| 9.              | KV Ostende (N)     | 30  | 9  | 7  | 14 | 028:460 | −18   | 34     |
| 10.             | Sporting Charleroi | 30  | 8  | 10 | 12 | 036:410 | −5    | 34     |
| 11.             | Cercle Brügge (R)  | 30  | 9  | 6  | 15 | 029:550 | −26   | 33     |
| 12.             | Lierse SK          | 30  | 9  | 5  | 16 | 036:530 | −17   | 32     |
| 13.             | KV Mechelen        | 30  | 8  | 7  | 15 | 034:510 | −17   | 31     |
| 14.             | Waasland-Beveren   | 30  | 6  | 13 | 11 | 028:350 | −7    | 31     |
| 15.             | Oud-Heverlee Löwen | 30  | 6  | 9  | 15 | 030:470 | −17   | 27     |
| 16.             | RAEC Mons          | 30  | 6  | 4  | 20 | 029:530 | −24   | 22     |
| Stand: Endstand |                    |     |    |    |    |         |       |        |

| (M) | amtierender belgischer Meister          |
| (P) | amtierender belgischer Pokalsieger      |
| (N) | Aufsteiger der Zweiten Division 2012/13 |

### Kreuztabelle
| 2013/14            | AND | Cercle Brügge | Sporting Charleroi | BRÜ | KRC Genk |     | KV Kortrijk | Lierse SK | Sporting Lokeren | KV Mechelen | MON | KV Ostende | Oud-Heverlee Löwen | Standard Lüttich | Waasland-Beveren | SV Zulte Waregem |
| ------------------ | --- | ------------- | ------------------ | --- | -------- | --- | ----------- | --------- | ---------------- | ----------- | --- | ---------- | ------------------ | ---------------- | ---------------- | ---------------- |
| RSC Anderlecht     |     | 2:1           | 5:2                | 2:0 | 2:0      | 4:1 | 0:1         | 2:0       | 2:3              | 5:0         | 2:0 | 4:0        | 3:1                | 1:1              | 2:0              | 1:0              |
| Cercle Brügge      | 0:4 |               | 3:0                | 2:0 | 1:0      | 1:4 | 3:1         | 2:4       | 0:3              | 3:2         | 2:1 | 2:0        | 1:1                | 0:5              | 0:0              | 1:1              |
| Sporting Charleroi | 2:1 | 2:0           |                    | 2:2 | 1:1      | 0:1 | 1:2         | 1:1       | 2:1              | 2:2         | 0:2 | 0:1        | 2:0                | 0:1              | 1:1              | 3:2              |
| FC Brügge          | 4:0 | 2:0           | 2:0                |     | 0:2      | 1:1 | 3:1         | 4:1       | 1:0              | 3:0         | 2:1 | 2:0        | 1:0                | 1:0              | 1:2              | 1:1              |
| KRC Genk           | 0:1 | 1:0           | 0:3                | 1:3 |          | 1:2 | 1:0         | 4:0       | 0:2              | 1:0         | 3:1 | 3:0        | 3:0                | 0:2              | 0:2              | 5:2              |
| KAA Gent           | 1:2 | 1:1           | 2:1                | 1:3 | 1:2      |     | 0:1         | 2:1       | 1:1              | 2:1         | 1:0 | 1:1        | 2:0                | 0:1              | 2:0              | 0:1              |
| KV Kortrijk        | 2:2 | 4:0           | 1:1                | 4:1 | 2:2      | 3:0 |             | 3:4       | 3:3              | 1:2         | 1:2 | 2:0        | 1:0                | 1:5              | 2:1              | 1:1              |
| Lierse SK          | 2:0 | 1:1           | 2:1                | 1:1 | 0:1      | 1:3 | 2:0         |           | 1:2              | 3:0         | 2:1 | 0:2        | 0:0                | 0:5              | 1:0              | 1:2              |
| Sporting Lokeren   | 2:1 | 3:0           | 3:1                | 0:3 | 3:1      | 2:2 | 0:0         | 1:0       |                  | 4:0         | 2:1 | 1:0        | 2:0                | 0:1              | 0:0              | 2:4              |
| KV Mechelen        | 2:1 | 1:2           | 0:3                | 1:2 | 0:2      | 0:1 | 5:2         | 0:0       | 1:0              |             | 4:2 | 1:1        | 4:2                | 0:2              | 0:0              | 2:2              |
| RAEC Mons          | 0:2 | 1:1           | 1:2                | 0:1 | 2:3      | 1:0 | 0:1         | 1:5       | 1:0              | 0:2         |     | 3:0        | 3:2                | 0:2              | 1:1              | 1:1              |
| KV Ostende         | 0:3 | 2:0           | 1:0                | 1:2 | 4:0      | 0:0 | 0:0         | 3:2       | 0:3              | 0:3         | 2:0 |            | 1:1                | 2:4              | 2:1              | 1:1              |
| Oud-Heverlee Löwen | 1:0 | 3:0           | 0:0                | 2:5 | 1:4      | 1:1 | 1:1         | 2:0       | 2:1              | 0:0         | 2:2 | 1:2        |                    | 0:0              | 4:2              | 1:0              |
| Standard Lüttich   | 1:1 | 4:0           | 2:2                | 0:0 | 3:1      | 2:3 | 2:0         | 3:0       | 2:1              | 2:0         | 1:0 | 2:0        | 1:0                |                  | 2:2              | 2:0              |
| Waasland-Beveren   | 0:3 | 0:1           | 0:0                | 1:2 | 0:0      | 1:1 | 1:1         | 3:1       | 0:2              | 0:0         | 4:1 | 2:0        | 1:0                | 1:1              |                  | 2:2              |
| SV Zulte Waregem   | 4:3 | 2:1           | 1:1                | 1:1 | 1:0      | 3:2 | 1:0         | 3:0       | 1:1              | 3:1         | 2:0 | 2:2        | 4:2                | 1:0              | 2:0              |                  |

## Platzierungsrunden

### Meisterschaftsrunde
Die sechs bestplatzierten Vereine der regulären Saison erreichten die Meisterschaftsrunde, die in einer Doppelrunde ausgetragen wurde. Dabei bekamen die teilnehmenden Mannschaften jeweils die Hälfte der in der regulären Saison erreichten Punkte gutgeschrieben. Bei halben Punkten wurde auf die nächsthöhere Punktzahl aufgerundet. Bei Punktgleichheit wurde der halbe Punkt bei den betroffenen Mannschaften wieder abgezogen.
Der Tabellenerste und der Zweite waren für die UEFA Champions League 2014/15 qualifiziert, während der Tabellendritte einen Startplatz in der UEFA Europa League 2014/15 erhielt. Der Viertplatzierte bestritt in Hin- und Rückspiel eine Playoff-Begegnung gegen den Gewinner der Play-off-Runde. Die Mannschaften auf den Plätzen fünf und sechs waren nicht international qualifiziert.

#### Tabelle
| Pl.             | Verein             | Sp. | S | U | N | Tore    | Diff. | Punkte | Bonus | Gesamt |
| --------------- | ------------------ | --- | - | - | - | ------- | ----- | ------ | ----- | ------ |
| 1.              | RSC Anderlecht (M) | 10  | 7 | 1 | 2 | 017:600 | +11   | 22     | 29    | 51     |
| 2.              | Standard Lüttich   | 10  | 4 | 3 | 3 | 014:110 | +3    | 15     | 34    | 49     |
| 3.              | FC Brügge          | 10  | 5 | 1 | 4 | 016:110 | +5    | 16     | 32    | 48     |
| 4.              | SV Zulte Waregem   | 10  | 4 | 2 | 4 | 016:150 | +1    | 14     | 27    | 41     |
| 5.              | Sporting Lokeren   | 10  | 2 | 2 | 6 | 014:250 | −11   | 08     | 26    | 34     |
| 6.              | KRC Genk (P)       | 10  | 2 | 3 | 5 | 010:190 | −9    | 09     | 23    | 32     |
| Stand: Endstand |                    |     |   |   |   |         |       |        |       |        |

| (M) | amtierender belgischer Meister     |
| (P) | amtierender belgischer Pokalsieger |

#### Kreuztabelle
| 2013/14          | Standard Lüttich | BRÜ | AND | SV Zulte Waregem | Sporting Lokeren | KRC Genk |
| ---------------- | ---------------- | --- | --- | ---------------- | ---------------- | -------- |
| Standard Lüttich |                  | 0:1 | 1:0 | 4:1              | 2:2              | 1:0      |
| FC Brügge        | 0:0              |     | 0:1 | 2:0              | 5:1              | 2:0      |
| RSC Anderlecht   | 2:1              | 3:0 |     | 0:0              | 3:1              | 4:0      |
| SV Zulte Waregem | 2:0              | 2:1 | 1:2 |                  | 3:1              | 2:2      |
| Sporting Lokeren | 1:3              | 1:3 | 1:2 | 3:2              |                  | 1:1      |
| KRC Genk         | 2:2              | 3:2 | 1:0 | 0:3              | 1:2              |          |

### Play-offs
Die Mannschaften, die in der regulären Saison die Plätze sieben bis vierzehn erreicht haben, qualifizierten sich für die Play-offs. Die acht teilnehmenden Vereine wurden gemäß ihren Platzierungen in zwei Gruppen mit je vier Teams aufgeteilt (Gruppe A: 7, 9, 12, 14 – Gruppe B: 8, 10, 11, 13), in denen jeweils eine Doppelrunde ausgespielt wurde.
Die beiden Gruppensieger ermittelten anschließend in einem Hin- und Rückspiel den Teilnehmer an den Europa-League-Playoffs. Dort spielte er gegen den Viertplatzierten der Meisterrunde um einen Startplatz in der UEFA Europa League 2014/15.

#### Gruppe A
| Pl.             | Verein           | Sp. | S | U | N | Tore    | Diff. | Punkte |
| --------------- | ---------------- | --- | - | - | - | ------- | ----- | ------ |
| 1.              | KV Ostende (N)   | 6   | 4 | 2 | 0 | 007:100 | +6    | 14     |
| 2.              | KAA Gent         | 6   | 3 | 1 | 2 | 011:600 | +5    | 10     |
| 3.              | Lierse SK        | 6   | 2 | 0 | 4 | 005:120 | −7    | 06     |
| 4.              | Waasland-Beveren | 6   | 1 | 1 | 4 | 007:110 | −4    | 04     |
| Stand: Endstand |                  |     |   |   |   |         |       |        |

| (N) | Neuaufsteiger der letzten Saison |

#### Gruppe B
| Pl.             | Verein             | Sp. | S | U | N | Tore    | Diff. | Punkte |
| --------------- | ------------------ | --- | - | - | - | ------- | ----- | ------ |
| 1.              | KV Kortrijk        | 6   | 4 | 1 | 1 | 016:500 | +11   | 13     |
| 2.              | Sporting Charleroi | 6   | 4 | 1 | 1 | 013:500 | +8    | 13     |
| 3.              | KV Mechelen        | 6   | 3 | 0 | 3 | 006:100 | −4    | 09     |
| 4.              | Cercle Brügge (R)  | 6   | 0 | 0 | 6 | 002:170 | −15   | 0      |
| Stand: Endstand |                    |     |   |   |   |         |       |        |

| (R) | Sieger des Aufstiegsplayoffs der letzten Saison |

#### Kreuztabellen
| Gruppe A         |     | KV Ostende | Lierse SK | Waasland-Beveren |
| ---------------- | --- | ---------- | --------- | ---------------- |
| KAA Gent         |     | 0:1        | 4:0       | 2:1              |
| KV Ostende       | 1:1 |            | 2:0       | 0:0              |
| Lierse SK        | 1:0 | 0:2        |           | 4:2              |
| Waasland-Beveren | 2:4 | 0:1        | 2:0       |                  |

| Gruppe B           | KV Kortrijk | Sporting Charleroi | Cercle Brügge | KV Mechelen |
| ------------------ | ----------- | ------------------ | ------------- | ----------- |
| KV Kortrijk        |             | 2:1                | 4:0           | 4:1         |
| Sporting Charleroi | 1:1         |                    | 2:0           | 3:0         |
| Cercle Brügge      | 0:4         | 2:4                |               | 0:1         |
| KV Mechelen        | 2:1         | 0:2                | 2:0           |             |

#### Finalspiele
Die beiden Gruppensieger ermitteln in Hin- und Rückspielen den Teilnehmer an den Europa-League-Playoffs.
|                                  | Gesamt          |                                   | Hinspiel | Rückspiel |
| -------------------------------- | --------------- | --------------------------------- | -------- | --------- |
| KV Ostende (Sieger der Gruppe A) | 4:4 (7:6 i. E.) | KV Kortrijk (Sieger der Gruppe B) | 2:2      | 2:2 n. V. |

### Europa-League-Playoff
Da der Sieger der Finalspiele KV Ostende keine Lizenz für den UEFA Europa League 2014/15 erhalten hatte, musste kein Entscheidungsspiel stattfinden. SV Zulte Waregem war als Vierter der Meisterrunde somit automatisch für die zweite Runde der UEFA Europa League qualifiziert.

### Relegation
Der Letzt- und Vorletztplatzierte der regulären Saison bestritten die Relegation. Es wurden fünf Spiele zwischen den beiden Mannschaften ausgetragen. Dabei erhält der Vorletzte der regulären Saison einen Bonus von drei Punkten und darf zusätzlich ein Heimspiel mehr austragen als der Letzte. Der Sieger bestritt anschließend eine zusätzliche Relegationsrunde mit drei Teams aus der 2. Division, in der sich nur der Sieger für die Erste Division qualifizierte. Der Verlierer der Relegation stieg hingegen direkt in die zweite Liga ab.

#### Tabelle
| Pl.             | Verein             | Sp. | S | U | N | Tore    | Diff. | Punkte | Bonus | Gesamt |
| --------------- | ------------------ | --- | - | - | - | ------- | ----- | ------ | ----- | ------ |
| 1.              | Oud-Heverlee Löwen | 3   | 2 | 1 | 0 | 005:100 | +4    | 07     | 3     | 10     |
| 2.              | RAEC Mons          | 3   | 0 | 1 | 2 | 001:500 | −4    | 01     | 0     | 1      |
| Stand: Endstand |                    |     |   |   |   |         |       |        |       |        |

#### Kreuztabelle
| 2013/14            | MON | Oud-Heverlee Löwen | MON | Oud-Heverlee Löwen | MON |
| ------------------ | --- | ------------------ | --- | ------------------ | --- |
| Oud-Heverlee Löwen | 2:0 |                    | 2:0 |                    | -   |
| RAEC Mons          |     | 1:1                |     | -                  |     |

## Torschützenlisten

### Torschützenliste (Vorrunde)
| Pl. | Name                  | Team                                       | Tore |
| --- | --------------------- | ------------------------------------------ | ---- |
| 01. | Michy Batshuayi       | Standard Lüttich                           | 18   |
| 02. | Hamdi Harbaoui        | Sporting Lokeren                           | 17   |
| 03. | Habib Habibou 1       | SV Zulte Waregem                           | 13   |
| 03. | Aleksandar Mitrović 2 | RSC Anderlecht                             | 13   |
| 03. | David Pollet 3        | Sporting Charleroi (11) RSC Anderlecht (2) | 13   |
| 03. | Ivan Santini          | KV Kortrijk                                | 13   |
| 07. | Jelle Vossen          | KRC Genk                                   | 11   |
| 08. | Imoh Ezekiel          | Standard Lüttich                           | 10   |
| 08. | Maxime Lestienne      | FC Brügge                                  | 10   |
| 08. | Bjorn Ruytinx         | Oud-Heverlee Löwen                         | 10   |

### Torschützenliste (Meisterrunde)
| Pl. | Name                | Team             | Tore |
| --- | ------------------- | ---------------- | ---- |
| 01. | Thorgan Hazard      | SV Zulte Waregem | 05   |
| 01. | Hamdi Harbaoui      | Sporting Lokeren | 05   |
| 03. | Tom de Sutter       | FC Brügge        | 04   |
| 03. | Idrissa Sylla       | SV Zulte Waregem | 04   |
| 05. | Michy Batshuayi     | Standard Lüttich | 03   |
| 05. | Massimo Bruno       | RSC Anderlecht   | 03   |
| 05. | Thomas Buffel       | KRC Genk         | 03   |
| 05. | Aleksandar Mitrović | RSC Anderlecht   | 03   |
| 05. | Waldemar Sobota     | FC Brügge        | 03   |
| 05. | Hans Vanaken        | Sporting Lokeren | 03   |
| 05. | Gohi Bi Cyriac      | RSC Anderlecht   | 03   |

### Torschützenliste (Play-offs)
| Pl. | Name               | Team               | Tore |
| --- | ------------------ | ------------------ | ---- |
| 01. | Habib Habibou 1    | KAA Gent           | 07   |
| 02. | Cédric Fauré 4     | Sporting Charleroi | 05   |
| 02. | Teddy Chevalier    | Sporting Charleroi | 05   |
| 04. | Stijn De Smet      | KV Kortrijk        | 03   |
| 04. | Sébastien Dewaest  | Sporting Charleroi | 03   |
| 04. | Mbaye Diagne 5     | Lierse SK          | 03   |
| 04. | Thomas Matton      | KV Kortrijk        | 03   |
| 04. | Clément Tainmont 6 | Sporting Charleroi | 03   |
| 04. | Ivan Tričkovski    | Waasland-Beveren   | 03   |
| 04. | Hervé Kage         | KAA Gent           | 03   |
| 04. | Mads Junker        | KV Mechelen        | 03   |

### Torschützenliste (Relegation)
| Pl. | Name                 | Team               | Tore |
| --- | -------------------- | ------------------ | ---- |
| 01. | Tom Pettersson       | Oud-Heverlee Löwen | 02   |
| 02. | Alessandro Cerigioni | Oud-Heverlee Löwen | 01   |
| 02. | Tim Matthys          | RAEC Mons          | 01   |
| 02. | Ebrahima Sawaneh 7   | Oud-Heverlee Löwen | 01   |
| 02. | Robson               | Oud-Heverlee Löwen | 01   |

## Die Meistermannschaft des RSC Anderlecht
(Einsätze und Tore inklusive Meisterschafts-Play-offs)
| 1. | RSC Anderlecht |
|    | - Tor: Silvio Proto (30/-); Thomas Kaminski (11/-); Davy Roef (1/-) - Abwehr: Cheikhou Kouyaté (38/1); Chancel Mbemba (35/5); Olivier Deschacht (28/2); Anthony Vanden Borre (27/-); Bram Nuytinck (23/1); Fabrice N’Sakala (18/1) - Mittelfeld: Dennis Praet (37/5); Massimo Bruno (36/10); Guillaume Gillet (33/4); Youri Tielemans (29/1); Andy Najar (25/3); Sacha Klještan (23/8); Luka Milivojević (16/-); Demy de Zeeuw (14/1); Ronald Vargas (10/2) - Sturm: Aleksandar Mitrović (32/16); Gohi Bi Cyriac (27/4); Frank Acheampong (24/3); David Pollet (12/2); Matías Suárez (11/6) - Trainer: John van den Brom |

- Samuel Armenteros (2/-) und Jordan Lukaku (2/-) haben den Verein während der Saison verlassen.